# La Monte Young
La Monte Thornton Young (Berna, Idaho, 14 de octubre de 1935) es un compositor y músico estadounidense, generalmente reconocido como el primer compositor minimalista. Sus obras han sido incluidas entre las obras más importantes y radicales después de la Segunda Guerra Mundial, calificadas como avant-garde, música experimental o música drone. Tanto sus composiciones proto-Fluxus como minimal ponen en tela de juicio la naturaleza y la definición de música y, a menudo incluyen elementos típicos de las performances. Ha compuesto obras con solo una nota en 1960.

## Biografía
Nacido en una familia mormona en Berna, Idaho, su familia se mudó varias veces en su infancia mientras su padre buscaba trabajo antes de establecerse en Los Ángeles, California. Se graduó en la John Marshall High School y estudió en el Los Angeles City College, donde triunfó frente a Eric Dolphy en una audición de saxofón para la banda de jazz de la escuela. En el ambiente jazzistico de Los Ángeles, tocó junto a algunos músicos notables como Ornette Coleman, Don Cherry y Billy Higgins.
Realizó estudios en la Universidad de California, Los Ángeles (UCLA), donde recibió un BA en 1958, y luego en la Universidad de California, Berkeley (UCB), desde 1958 a 1960. En 1959 asistió a los cursos de verano de Darmstadt dirigidos por Karlheinz Stockhausen, y en 1960 se trasladó a Nueva York para estudiar música electrónica con Richard Maxfield en la New School for Social Research. Sus composiciones durante este período estuvieron influenciadas por Anton Webern, el canto gregoriano, la música clásica india, el Gagaku, y la música de gamelan de Indonesia.
Un buen número de las primeras obras de Young usan la técnica de doce tonos, que estudió siendo alumno de Leonard Stein en Los Angeles City College. (Stein había servido como asistente de Arnold Schoenberg cuando Schoenberg, el inventor del método dodecafónico, había enseñado en UCLA.) Young también estudió composición con Robert Stevenson en UCLA y con Seymore Shifrin en UCB. Cuando Young visitó Darmstadt en 1959, se encontró con la música y los escritos de John Cage. Allí se reunió también con el pianista David Tudor, colaborador de Cage, que posteriormente realizó estrenos de algunas de las obras de Young. A sugerencia de Tudor, Young comenzó una correspondencia con Cage. Unos meses más tarde, Young asistió a la presentación de algunas obras de Cage en la Costa Oeste. A su vez, Cage y Tudor incluyeron algunas de las obras de Young en sus performances a lo largo de los EE. UU. y Europa. Para entonces Young había emprendido un giro hacia el arte conceptual, utilizando en sus composiciones los principios conceptuales de la indeterminación y la incorporación de sonidos no tradicionales, ruidos y acciones.
Cuando Young se trasladó a Nueva York en 1960, ya tenía una reputación como enfant terrible de la vanguardia. Inicialmente desarrolló una relación artística con el fundador de Fluxus, George Maciunas (con el que publicó un texto titulado An Anthology) y con otros miembros del naciente movimiento. Yoko Ono, por ejemplo, organizó una serie de conciertos comisariada por Young en su desván, y absorbió, al parecer, su con frecuencia paródica y política carga estética. Las obras de Young de esta época, anotadas como escuetos textos-haiku, aunque conceptuales y extremas, no estaban destinadas a ser meramente provocativas, sino más bien oníricas.
Sus Compositions 1960 incluyen una serie de acciones inusuales. Algunas de ellas son irrealizables, pero cada una examina deliberadamente un presupuesto determinado sobre la naturaleza de la música y del arte y lleva esas ideas al extremo. Una instruye: «trazar una línea recta y seguirla» (draw a straight line and follow it.) (una directiva que él ha dicho ha guiado su vida y su obra desde entonces). Otra instruye al ejecutante encender un fuego. Otra afirma que «esta pieza es un pequeño remolino en el medio del océano» (this piece is a little whirlpool out in the middle of the ocean.). Otra dice que el ejecutante debe poner en libertad una mariposa en la sala. Y otra más reta al intérprete a empujar un piano a través de una pared. Composition 1960 #7 demostró ser especialmente pertinente para sus actividades futuras: consistía en un intervalo de Si y Fa#, una quinta justa, y la instrucción: «Que se toque durante mucho tiempo» ("To be held for a long time").
En 1962 Young escribió la obra The Second Dream of the High-Tension Line Stepdown Transformer [El segundo sueño de una línea de alta tensión cayendo al transformador]. Uno de los The Four Dreams of China [Cuatro sueños de China], la pieza basada en cuatro lanzamientos o tiradas, que posteriormente dio como relaciones de frecuencia: 36-35-32-24 (Sol, Do, Do# y Re), y los límites de qué podía ser combinado y con que. La mayoría de sus obras después de ésta se basan en lanzamientos o tiradas (azar), tocadas continuamente y un grupo de tiradas para improvisar sobre ellas. Para The Four Dreams of China Young comenzó a planear la «Dream House», una instalación de luz y sonido dónde los músicos vivirían y crearían música las veinticuatro horas del día. Formó el Theatre of Eternal Music [Teatro de la Eterna Música] para realizar Dream House y otras piezas. El grupo inicialmente incluía a Marian Zazeela (que proveería los trabajos The Ornamental Lightyears Tracery para todas las actuaciones desde 1965), Angus MacLise y Billy Name. En 1964 el conjunto estaba compuesto por Young y Zazeela, John Cale y Tony Conrad, un antiguo matemático importante de Harvard, y a veces Terry Riley (voces). Desde 1966 el grupo ha tenido muchos cambios y ha incluido a Garrett List, Jon Hassell, Alex Dea, y muchos otros, incluidos varios miembros de grupos de los 1960. Young ha realizado el "Theatre of Eternal Music" de forma intermitente, ya que requería costosas y excepcionales demandas de ensayos y tiempo de montaje.
La mayoría de las realizaciones de la pieza tienen títulos largos, como The Tortoise Recalling the Drone of the Holy Numbers as they were Revealed in the Dreams of the Whirlwind and the Obsidian Gong, Illuminated by the Sawmill, the Green Sawtooth Ocelot and the High-Tension Line Stepdown Transformer. [La tortuga recordando el zumbido de los números sagrados cuando fueron revelados en los sueños del torbellino y el gong de obsidiana, iluminados por el aserradero, el diente de sierra Ocelot y la línea de alta tensión cayendo al transformador]. Sus obras son a menudo extremadamente largas, concebidas por Young sin principio ni fin, que existiendo antes y después de cualquier actuación en particular. En su vida cotidiana, también Young y Zazeela practican un largo sueño-vigilia, con días de más de veinticuatro horas.
En los primeros años de la década de 1970, el interés en la música clásica de Asia y el deseo de ser capaz de encontrar los intervalos que había estado usando en su trabajo condujeron a Young a realizar estudios con Pandit Pran Nath. Entre sus compañeros estaban la calígrafa y artista lumínica Marian Zazeela, los compositores Terry Riley y Yoshi Wada, los filósofos Henry Flynt y Catherine Christer Hennix y muchos otros.
Young considera The Well Tuned Piano —una composición permutante de temas e improvisaciones para piano solo temperado (just-intuned)— como su obra maestra. La interpretación supera las seis horas ininterrumpidas, y hasta ahora se ha documentado dos veces: primero en un estuche de cinco CD publicado por Gramavision, y una posterior interpretación en un DVD del propio sello de Young, Just Dreams. Es una de las obras definitorias del minimalismo musical estadounidense, que está fuertemente influenciada por la composición matemática, así como la práctica de la música clásica indostaní.
Juntos, Young y Zazeela han realizado una larga serie de semi-permanentes instalaciones Dream House, que combinan ondas sinusoidales temperadas (just-intuned) de Young, configuraciones simétricas y esculturas de luz de Zazeela casi caligráficas. El efecto es riguroso pero sensual, utilizando aspectos de la percepción espectador/oyente para crear una sobrecarga sensorial dentro de un espacio físico definido a duras penas. Desde enero al 19 de abril de 2009, Dream House estuvo instalada en el Solomon R. Guggenheim Museum de Nueva York como parte de la exposición The Third Mind [Tercera Mente].

## Influencias
Su primera influencia musical fue en su primera infancia en Berna. Young relata que «el verdadero primer sonido que recuerdo haber escuchado era el ruido del viento en los aleros y en todo el registro de extensiones en las esquinas de la cabaña de troncos» (the very first sound that I recall hearing was the sound of wind blowing under the eaves and around the log extensions at the corners of the log cabin). Los sonidos continuos —tanto hechos por el hombre como naturales— le fascinaban cuando era niño. Los cuatro lanzamientos que más tarde llamó el «acorde sueño» (Dream Chord), en el que basó muchas de sus obras de madurez, vienen de su reconocimiento a temprana edad del sonido continuo realizado por los postes de teléfono en Berna.
El jazz fue una de sus principales influencias y hasta 1956 planeó dedicar su carrera a ello. En un primer momento, Lee Konitz y Warne Marsh influyeron en su estilo de tocar el saxo alto, y más tarde John Coltrane formó el uso de Young del saxofón sopranino. El jazz fue, junto con la música india, una influencia importante sobre el uso de la improvisación en sus obras a partir de 1962. La Monte Young descubrió la música de la India en 1957 en el campus de UCLA. Cita a Ali Akbar Khan (sarod) y Chatur Lal (Tabla) como particularmente significativos. El descubrimiento de la tambura, que aprendió a tocar con Pandit Pran Nath, fue una influencia decisiva en su interés por los largos sonidos sostenidos. Young también reconoce la influencia de la música japonesa, especialmente del gagaku, y de la música de los pigmeos.
La Monte Young descubrió la música clásica más bien tarde, gracias a sus profesores en la universidad. Cita a Béla Bartók, Igor Stravinsky, Perotin, Leonin, Claude Debussy y el estilo musical Organum como influencias importantes, pero que lo que causó mayor impacto en sus composiciones fue el serialismo de Arnold Schoenberg y Anton Webern.
Young estuvo también muy interesado en continuar sus esfuerzos musicales con el auxilio de ayudas experimentales. El cannabis, el LSD y el peyote desempeñaron un papel importante en la vida de los jóvenes desde mediados de la década de 1950, cuando fue introducido en ellos por Terry Jennings y Billy Higgins. Dijo que «todo el mundo [que] lo conocieron y trabajaron con mucho fue en las drogas como una herramienta creativa, así como una herramienta de expansión de consciencia '. Este fue el caso con los músicos del Theatre of Eternal Music, con quienes todo el grupo iba colocado. Consideró que la experiencia con el cannabis le ayudó a abrirse hasta donde llegó con el Trio for Strings, aunque a veces resultaba una desventaja a la hora de interpretar cualquier cosa que requiriese mantener un registro del número de compases transcurridos. Sobre el tema comentó:

Estas herramientas pueden utilizarse con provecho si eres un maestro de [ellos] ... Si son usadas sabiamente —la herramienta correcta para el trabajo correcto— pueden desempeñar un papel importante ... Te permite adentrarte en ti mismo y centrarte en ciertas relaciones de frecuencia y las relaciones de memoria en una manera muy interesante.
These tools can be used to your advantage if you're a master of [them]... If used wisely — the correct tool for the correct job — they can play an important role... It allows you to go within yourself and focus on certain frequency relationships and memory relationships in a very, very interesting way.
T

## Reputación
El uso de La Monte Young de tonos largos y un volumen excepcionalmente alto ha tenido gran influencia con sus asociados: Tony Conrad, Jon Hassell, Rhys Chatham, Michael Harrison, Henry Flynt, Charles Curtis y Catherine Christer Hennix. Han sido además estudiantes de Young Arnold Dreyblatt, Daniel James Wolf y Lawrence Chandler. También ha sido especialmente influyente sobre la contribución de John Cale al sonido The Velvet Underground. A Cale se le ha preguntado sobre ello y él ha respondido: «La Monte [Young] fue tal vez la mejor parte de mi educación y mi introducción a la disciplina musical».
Brian Eno estuvo influenciado de manera similar por el uso que hacía Young de la repetición en la música. En 1981, se refirió a la obra X for Henry Flynt diciendo: «Realmente es una piedra angular de todo lo que he hecho desde entonces» (It really is a cornerstone of everything I've done since). Eno se había realizado la obra como estudiante en 1960.
Andy Warhol asistió en 1962 al estreno de la composición estática de La Monte Young llamado 'Trio for Strings y, posteriormente, creó su famosa serie de películas estáticas incluyendo Kiss, Eat y Sleep (para la que Young fue el encargado inicialmente de crear la música). Uwe Husslein cita al cineasta Jonas Mekas, que acompañó a Warhol al estreno de Trio y afirma que las películas estáticas de Warhol fueron inspiradas directamente por esta interpretación. En 1963, Warhol, Young y Walter de Maria formaron brevemente un grupo musical, que incluía canciones escritas por Jasper Johns.
El álbum Dreamweapon: An Evening of Contemporary Sitar Music de la banda Spacemen 3 se ve influido por el concepto de La Monte Young de Dream Music, evidenciado por la inclusión de sus notas sobre la chaqueta.
Bowery Electric, cofundada por Chandler, dedicó la canción "Postscript" en el álbum de 1996 Beat a Young y Riley.
El álbum de 1975 de Lou Reed Metal Machine Music lista (falta de ortografía incluida) "Drone cognizance and harmonic possibilities vis a vis Lamont Young's Dream Music" entre sus "Specifications".
El pionero del drone rock Dylan Carlson ha declarado que la obra de Young fue una gran influencia para él.

Si estas cruzando la pradera en un carromato Conestoga, La Monte era el padre y siempre tenía una esposa y todo era como su escena. Todos estaban allí tocando con él, pero él era el jefe jerárquico.
If you were going across the prairie in a Conestoga wagon, La Monte was the father and he always had a wife and everything was like his scene. Everybody was there playing with him, but he was the hierarchical chief.
Billy Name

## Discografía
- Inside the Dream Syndicate, Volume One: Day of Niagara with John Cale, Tony Conrad, Marian Zazeela, and Angus Maclise [Recorded 1965] (Table of the Elements, 2000. Bootleg recording of dubious title, credits, and quality Not authorized by La Monte Young)
- 31 VII 69 10:26 - 10:49 PM Munich from Map of 49's Dream The Two Systems of Eleven Sets of Galactic Intervals Ornamental Lightyears Tracery; 23 VIII 64 2:50:45-3:11 AM the volga delta from Studies in The Bowed Disc [a.k.a. The Black Record] (Edition X, West Germany, 1969)
- La Monte Young Marian Zazeela The Theatre of Eternal Music - Dream House 78' 17" (Shandar, 1974)
- The Well Tuned Piano 81 X 25 (6:17.50 - 11:18:59 PM NYC) (Gramavision, 1988)
- 90 XII C. 9:35-10:52 PM NYC, The Melodic Version (1984) of The Second Dream of the High-Tension Line Stepdown Transformer From the Four Dreams of China (Gramavision, 1991)
- Just Stompin': Live at The Kitchen (Gramavision, 1993)
- The Well-Tuned Piano in The Magenta Lights (87 V 10 6:43:00 PM 87 V 11 01:07:45 AM NYC) (Just Dreams, DVD-9, 2000)

### Compilaciones
- Small Pieces (5) for String Quartet ("On Remembering a Naiad") (1956) [included on Arditti String Quartet Edition, No. 15: U.S.A. (Disques Montaigne, 1993)]
- Sarabande for any instruments (1959) [included on Just West Coast (Bridge, 1993)]
- "89 VI 8 c. 1:45-1:52 AM Paris Encore" from Poem for Tables, Chairs and Benches, etc. (1960) [included on Flux: Tellus Audio Cassette Magazine #24]
- Excerpt "31 I 69 c. 12:17:33-12:24:33 PM NYC" [included on Aspen #8's flexi-disc (1970)] from Drift Study; "31 I 69 c. 12:17:33-12:49:58 PM NYC" from Map of 49's Dream The Two Systems of Eleven Sets of Galactic Intervals (1969) [included on Ohm and Ohm+ (Ellipsis Arts, 2000 & 2005)]
- 566 for Henry Flynt [included on Music in Germany 1950–2000: Experimental Music Theatre (Eurodisc 173675, 7-CD set, 2004)]

### Entrevistas
- Golden, Barbara. “Conversation with La Monte Young.” eContact! 12.2 — Interviews (2) (April 2010). Montréal: CEC.
- Oteri, Frank J. “La Monte Young and Marian Zazeela at the Dream House Archivado el 4 de junio de 2011 en Wayback Machine..” Interview with La Monte Young and Marian Zazeela from 13–14 August 2003. NewMusicBox — People & Ideas in Profileconversation with Frank J. Oteri, 1 October 2003 (includes video).
- La Monte Young and Marian Zazeela on WNYC’s New Sounds #449. Audio of a 1990 radio show featuring an interview and sound recordings.

- Datos: Q432822
- Multimedia: La Monte Young / Q432822